# Tuboly Frigyes
Tuboly Frigyes (Budapest, 1968. augusztus 17. –) labdarúgó, edző. A Vasas Kubala Akadémia szakmai igazgatója. 2010-ben rövid ideig a Ferencváros felnőtt csapatának névleges vezetőedzője volt.

## Pályafutása
Labdarúgóként bal oldali középpályást játszott, pályafutását a Vasasban kezdte. 1987-ben a Haladás ellen lépett pályára először a magyar élvonalban. Válogatott kerettag is volt, majd egy autóbaleset kettétörte ígéretesnek induló karrierjét. 2004 óta dolgozik a Ferencváros utánpótláscsapatainál. U15-ös korosztálytól kezdve az U19-ig, minden csapattal együtt dolgozott.
2008-2014 között az U17-es és U19-es válogatottak szövetségi edzőjeként tevékenykedett. Azt követően három éven át, a Vasas Kubala Akadémia szakmai igazgatójaként dolgozott.
2017-től a Fehér Miklós Labdarúgó Akadémia igazgatójaként dolgozik

### Statisztika
| Szezon    | Csapat | Mérk. | Gól |
| --------- | ------ | ----- | --- |
| 1986–1987 | Vasas  | 4     | 0   |
| 1987–1988 | Vasas  | 14    | 2   |
| 1988–1989 | Vasas  | 2     | 0   |
| 1989–1990 | Vasas  | 2     | 0   |
| 1990–1991 | Vasas  | 13    | 1   |
| 1991–1992 | BVSC   | 10    | 0   |
| 1992–1993 | Vasas  | 16    | 2   |